# Le Plagnal
Le Plagnal település Franciaországban, Ardèche megyében. Lakosainak száma 65 fő (2022. január 1.). Le Plagnal Astet, Cellier-du-Luc, Lavillatte, Saint-Alban-en-Montagne és Saint-Étienne-de-Lugdarès községekkel határos.

## Népesség
A település népességének változása:
| Lakosok száma | 104  | 69   | 70   | 71   | 52   | 67   | 77   | 83   | 77   | 65   |
|               | 1968 | 1982 | 1990 | 2006 | 2013 | 2015 | 2017 | 2019 | 2020 | 2022 |